# S・クレイグ・ザラー
S ・クレイグ・ザラー（S. Craig Zahler）、1973年1月23日 - ）は、アメリカの映画監督/脚本家/ミュージシャン/小説家/グラフィック・ノベル作者である。

## 経歴
2005年、「The」名義でブラックメタル・バンド「チャーネル・バレー」のドラマー＆作詞家としてインディーズ・デビュー。
後にメタルバンド「ラルム・ビルダー」で３枚のアルバムを発表。
2010年、小説「A Congregation of Jackals」発表。
以降2020年現在5本の長編小説を執筆。
2012年、彼自身の脚本からのホラー西部劇映画『トマホーク ガンマンvs食人族』（原題：Bone Tomahawk）監督デビューすることを発表した。

## 主な作品

### 映画
| 年   | 題名                                                         | 備考             |
| ---- | ------------------------------------------------------------ | ---------------- |
| 2011 | ザ・インシデント The Incident                                | 脚本             |
| 2015 | トマホーク ガンマンvs食人族 Bone Tomahawk                    | 監督・脚本・音楽 |
| 2017 | デンジャラス・プリズン -牢獄の処刑人- Brawl in Cell Block 99 | 監督・脚本・音楽 |
| 2018 | パペット・マスター Puppet Master: The Littlest Reich         | 脚本             |
| 2018 | ブルータル・ジャスティス Dragged Across Concrete             | 監督・脚本・音楽 |
| 2025 | The Bookie & the Bruiser                                     | 監督・脚本       |
| TBA  | The Big Stone Grid                                           | 監督・脚本       |
| TBA  | Empire State                                                 | 脚本             |